# Ordine al merito (Niger)
L'Ordine al merito è un ordine cavalleresco del Niger.

## Storia
L'ordine è stato fondato il 24 giugno 1963.

## Classi
L'ordine dispone delle seguenti classi di benemerenza:
- Cavaliere di gran croce
- Grand'ufficiale
- Commendatore
- Ufficiale
- Cavaliere

## Insegne
- Il nastro è bianco con una striscia verde in mezzo e bordi rossi.